# Stoughton (Wisconsin)
Stoughton ist eine Stadt (mit dem Status „City“) im Dane County im US-amerikanischen Bundesstaat Wisconsin. Das U.S. Census Bureau ermittelte bei der Volkszählung 2020 eine Einwohnerzahl von 13.173.
Stoughton ist Bestandteil der Metropolregion Madison.

## Geografie
Stoughton liegt im mittleren Süden Wisconsins, im nordwestlichen Vorortbereich von dessen Hauptstadt Madison. Die Stadt wird vom Yahara River durchflossen, einem Nebenfluss des im Nachbarstaat Illinois in den Mississippi mündenden Rock River. Der am Mississippi gelegene Schnittpunkt der drei Bundesstaaten Wisconsin, Iowa und Illinois liegt 156 km westsüdwestlich.
Die geografischen Koordinaten von Stoughton sind 42°55′01″ nördlicher Breite und 89°13′04″ westlicher Länge. Das Stadtgebiet erstreckt sich über eine Fläche von 13,18 km².
Das Zentrum von Madison liegt 31 km in nordwestlicher Richtung. Nachbarorte von Stoughton sind Door Creek (14,4 km nördlich), Utica (12,9 km nordöstlich), Albion (15 km ostsüdöstlich), Edgerton (20,8 km südöstlich), Dunkirk (4,6 km südlich), Evansville (21,4 km südsüdwestlich), Brooklyn (19,5 km westsüdwestlich), Oregon (14,2 km westlich) und McFarland (16,5 km nordwestlich).
Die neben Madison nächstgelegenen weiteren Großstädte sind Green Bay (236 km nordöstlich), Milwaukee (126 km östlich), Chicago (206 km südöstlich) und Rockford (87,2 km südlich).

## Verkehr
In Stoughton treffen der U.S. Highway 51 und der Wisconsin State Highway 138 zusammen. Alle weiteren Straßen sind untergeordnete Landstraßen, teils unbefestigte Fahrwege sowie innerörtliche Verbindungsstraßen.
Von Nord nach Süd verläuft durch Stoughton eine Eisenbahnstrecke der Wisconsin and Southern Railroad (WSOR), einer regionalen (Class II) Frachtverkehrsgesellschaft. Der einzige Personenzug der Region ist der von Chicago zur Westküste verkehrende Empire Builder von Amtrak, der in Madison hält.
Der nächste Flughafen ist der Dane County Regional Airport in Madison (31 km nordwestlich).

## Bevölkerung
Nach der Volkszählung im Jahr 2010 lebten in Stoughton 12.611 Menschen in 5133 Haushalten. Die Bevölkerungsdichte betrug 956,8 Einwohner pro Quadratkilometer. In den 5133 Haushalten lebten statistisch je 2,41 Personen.
Ethnisch betrachtet setzte sich die Bevölkerung zusammen aus 95,1 Prozent Weißen, 1,4 Prozent Afroamerikanern, 0,2 Prozent amerikanischen Ureinwohnern, 1,3 Prozent Asiaten sowie 0,4 Prozent aus anderen ethnischen Gruppen; 1,5 Prozent stammten von zwei oder mehr Ethnien ab. Unabhängig von der ethnischen Zugehörigkeit waren 1,8 Prozent der Bevölkerung spanischer oder lateinamerikanischer Abstammung.
25,1 Prozent der Bevölkerung waren unter 18 Jahre alt, 60,3 Prozent waren zwischen 18 und 64 und 14,6 Prozent waren 65 Jahre oder älter. 52,8 Prozent der Bevölkerung war weiblich.
Das mittlere jährliche Einkommen eines Haushalts lag bei 60.206 USD. Das Pro-Kopf-Einkommen betrug 27.845 USD. 10,8 Prozent der Einwohner lebten unterhalb der Armutsgrenze.

## Bekannte Bewohner
- John Edward Erickson (1863–1946) – achter Gouverneur von Montana – geboren in Stoughton
- John Jay McCarthy (1857–1943) – Abgeordneter des US-Repräsentantenhauses (1903–1907) – geboren und aufgewachsen in Stoughton
- William Parry Murphy (1892–1987) – Arzt und Nobelpreisträger – geboren und aufgewachsen in Stoughton
- Ralph Wise Zwicker (1903–1991) – Generalmajor der United States Army – geboren in Stoughton
- Andrew Rein (* 1958) – Ringer und Olympiateilnehmer 1984 – geboren und aufgewachsen in Stoughton